# Kaiser von Indien

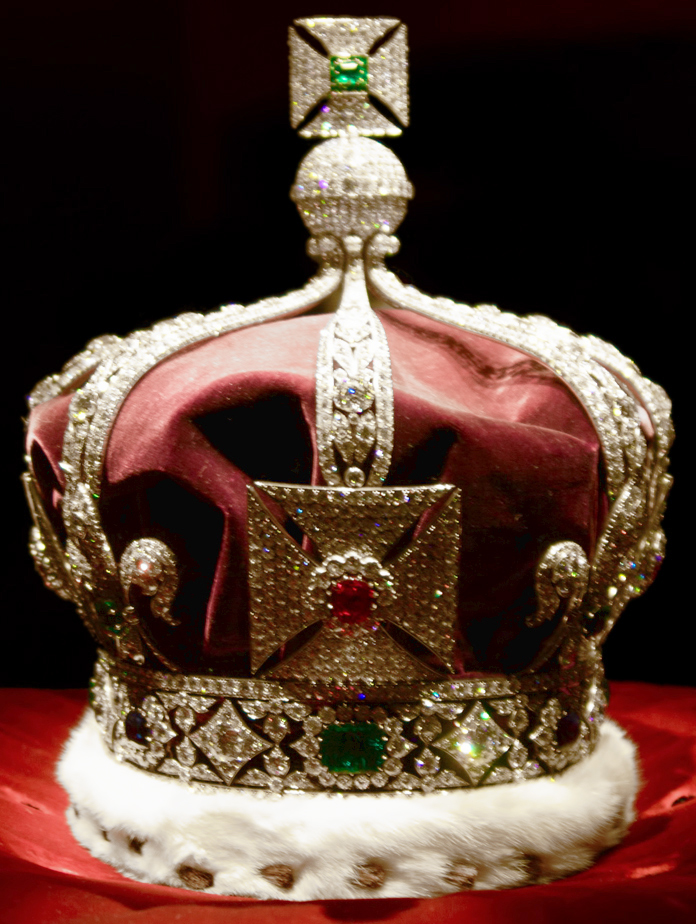
Die Imperial Crown of India

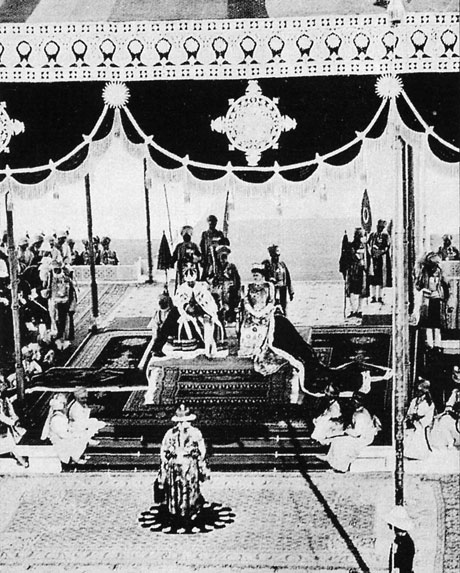
Georg V. mit seiner Frau Maria von Teck bei der Krönung am 12. Dezember 1911 in Delhi

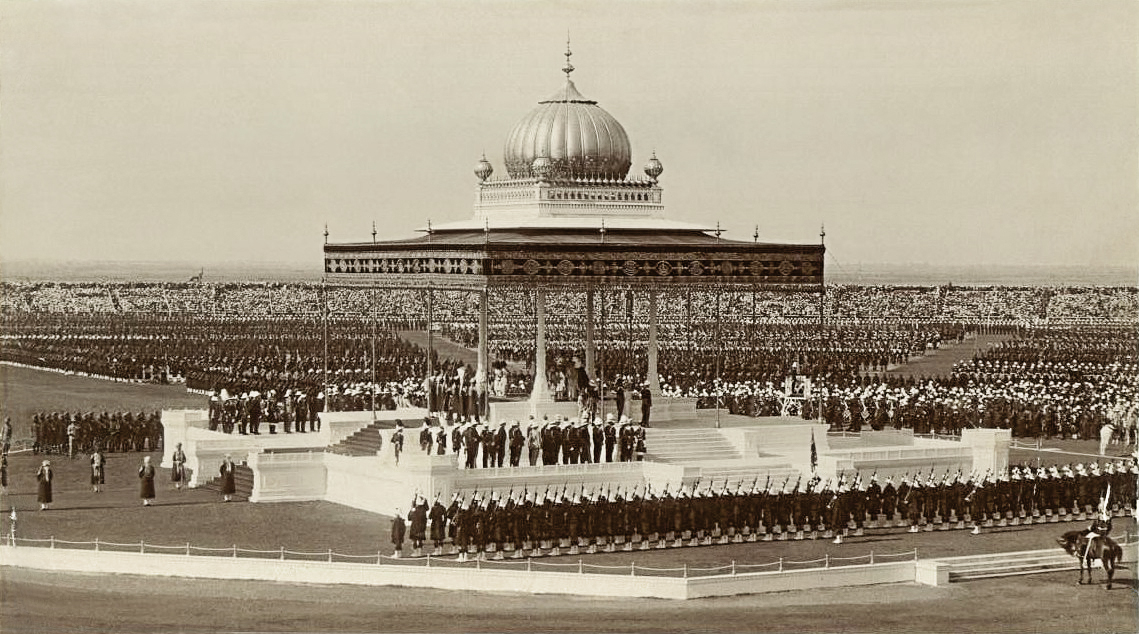
Die Krönungszeremonie 1911 (Delhi Durbar)

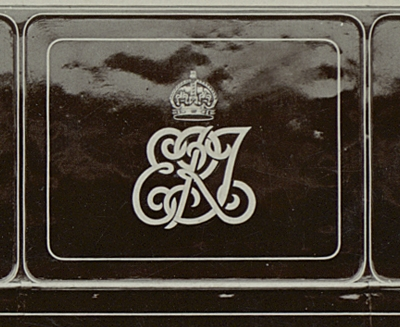
Monogramm von Eduard VII. als Kaiser von Indien, ERI für „Eduardus Rex Imperator“, auf einem indischen Eisenbahnwagen um 1907

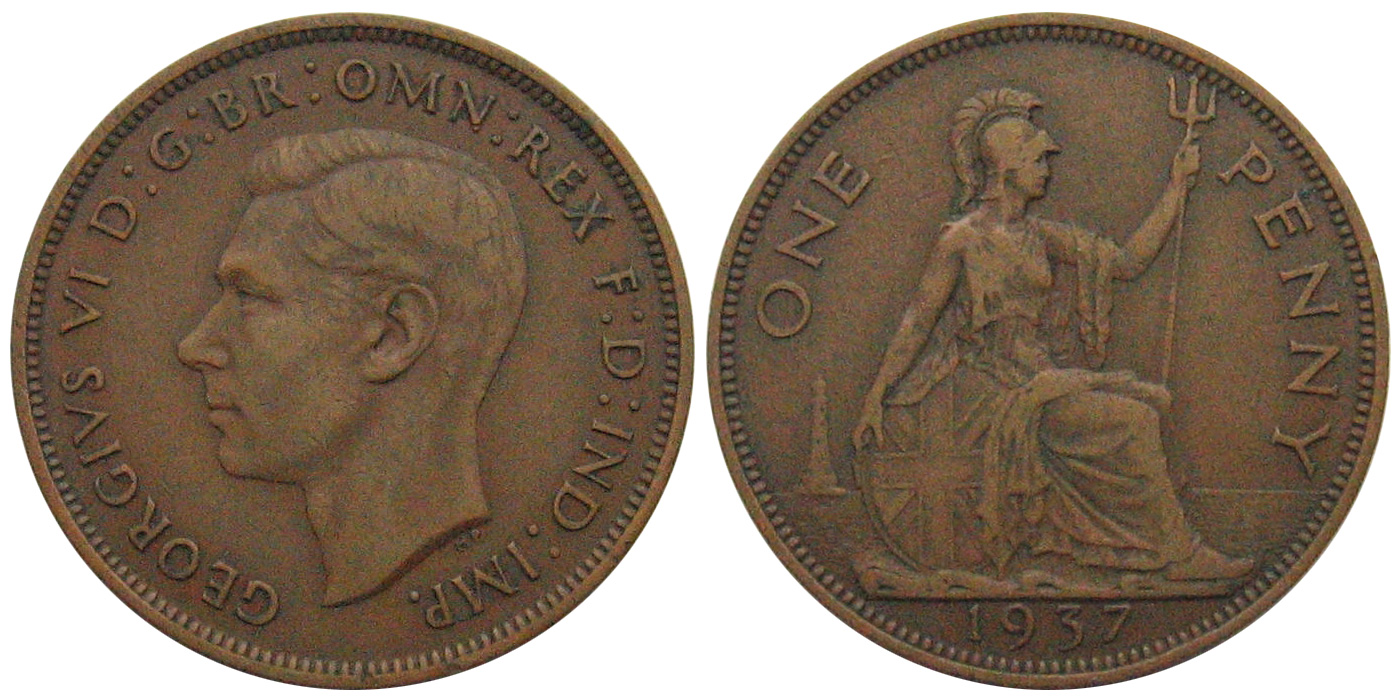
Britischer Penny mit dem Abbild Georgs VI. (1937)

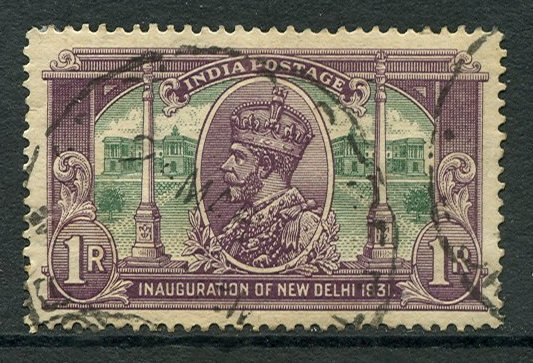
Indische Briefmarke mit dem Abbild Georgs V. (1931)

Kaiser oder Kaiserin von Indien (englisch Emperor oder Empress of India; Farsi Kaisar-i Hind) war 1857 der Titel des letzten Großmoguls von Indien Bahadur Shah II. und von 1876 bis 1948 jener der britischen Monarchen als Herrscher von Britisch-Indien. Bis zur Unabhängigkeit Indiens und Pakistans vereinten Königin Victoria und die vier auf sie folgenden Monarchen Eduard VII., Georg V., Eduard VIII. und Georg VI. die britische Königs- mit der indischen Kaiserwürde.

## Kaiser Bahadur Shah II.
Ab der 2. Hälfte des 18. Jahrhunderts dehnten die Britische Ostindien-Kompanie ihren Machtbereich über Indien immer weiter aus. Die bis dahin herrschenden Großmogule blieben aber formal weiterhin die Herrscher. Im Zuge des Indischen Aufstandes von 1857 wurde Bahadur Shah II., der letzte Großmogul, von den Aufständischen zum Kaiser von Indien proklamiert. Nach der Niederschlagung des Aufstands wurde die Britische Ostindien-Kompanie im Jahr 1858 aufgelöst und Britisch-Indien zu einer formellen Kronkolonie. Bahadur Shah II. wurde im März desselben Jahres von einem Kriegsgericht der Mitschuld an der Revolte schuldig gesprochen und abgesetzt.

## Britische Kaiser von Indien
Bereits ab der Mitte des 19. Jahrhunderts gab es immer wieder Bestrebungen, Königin Victoria zur Kaiserin ausrufen zu lassen. Diese wurden nach der Gründung des Deutschen Kaiserreichs forciert, als die Königin befürchtete, von ihrer Tochter, der preußischen Kronprinzessin Victoria, als künftige deutsche Kaiserin im monarchischen Rang übertroffen zu werden. Der Titel des Kaisers von Indien wurde schließlich 1876 auf Betreiben des Premierministers Benjamin Disraeli eingeführt. Der britischen Herrschaft in Indien sollte eine historisch legitimierte Basis verliehen werden, indem an die Tradition des Mogulreichs angeknüpft wurde. Die Britische Ostindien-Kompanie hatte in ihren Anfängen, zumindest formal, im Namen der Mogul geherrscht.
Am 1. Mai 1876 nahm Victoria gemäß dem Royal Titles Act den Titel Kaiserin von Indien an. Die Proklamation erfolgte am 1. Januar 1877 in Delhi und dokumentierte damit, dass Indien Teil des britischen Weltreiches geworden war. Das Kaiserreich Indien umfasste die heutigen Staaten Indien, Pakistan, Bangladesch und Myanmar.
Da Persisch die Verwaltungssprache des Mogulreichs war, wurde der Titel oft auch in der persischen Form Kaisar-i Hind verwendet. Der Titel kam u. a. durch die Aufschrift Ind. Imp. (Indiae Imperatrix bzw. Indiae Imperator) oder RI (Regina Imperatrix bzw. Rex Imperator) auf britischen Münzen zum Ausdruck. Im übertragenen Sinn wird der Begriff auf Englisch und Deutsch für einheimische Kaiser gebraucht.
Anlässlich der Krönung des britischen Monarchen zum Kaiser von Indien wurde der Delhi Durbar abgehalten. Dieser fand insgesamt drei Mal, in den Jahren 1877, 1903 und 1911, statt. Der einzige Durbar, bei dem der britische Monarch persönlich anwesend war, war der im Jahr 1911, als Georg V. zum Kaiser von Indien ausgerufen wurde.

## Unabhängigkeit Indiens
Mit der Teilung Indiens erlangten 1947 Indien und Pakistan die staatliche Unabhängigkeit von Großbritannien. Den indischen Kaisertitel legte Georg VI. bereits am 22. Juni 1948 ab. Bis die beiden Länder sich zu Republiken erklärten, Indien am 26. Januar 1950 und Pakistan 1956, war König Georg VI. weiterhin Staatsoberhaupt des indischen Dominions und (wie ab 1952 seine Nachfolgerin Elisabeth II.) König bzw. Königin von Pakistan. Mit der Ehefrau Georgs VI., der Königinmutter Elizabeth Bowes-Lyon, starb 2002 die letzte ehemalige Kaiserin von Indien.

## Liste der Kaiser von Indien
Mogulreich (1526–1858)
- Bahadur Shah II. (Mai 1857 bis September 1857)

Britisch-Indien (1858–1947)
- Victoria (1. Mai 1876 / 1. Januar 1877 bis 22. Januar 1901)
- Eduard VII. (22. Januar 1901 bis 6. Mai 1910)
- Georg V. (6. Mai 1910 bis 20. Januar 1936)
- Eduard VIII. (20. Januar 1936 bis 11. Dezember 1936)
- Georg VI. (11. Dezember 1936 bis 15. August 1947)

Unabhängiges Indien als Dominion (1947–1950)
- Georg VI. (15. August 1947 bis 26. Januar 1950; den indischen Kaisertitel legte Georg bereits am 22. Juni 1948 ab[5])